# اقتصاد مدیریت

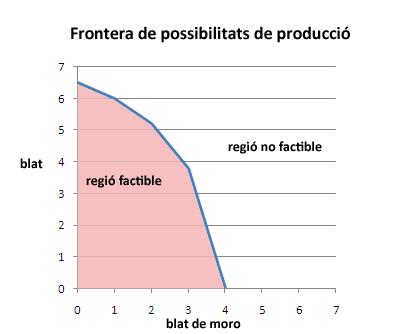
نمودار مربوط به اقتصاد مدیریت

اقتصاد مدیریت در واقع تئوری‌ها ، ابزارها و روشهایی برای حل مشکلات عملی در یک تجارت با استفاده از مفاهیم اقتصادی است. به عبارت دیگر اقتصاد مدیریت ترکیبی از علم اقتصاد و نظریه‌های مدیریتی است. در حقیقت اقتصاد مدیریت عامل پیوند نظریه‌های تئوری و کار عملی است و به مدیر در تصمیم‌گیری بهتر کمک می‌کند.  بعضاً از این اصطلاح با عنوان اقتصاد کسب و کار یاد می‌شود و شاخه ای از اقتصاد است که در روش‌های تصمیم‌گیری مشاغل و یا سایر واحدهای مدیریتی تجزیه و تحلیل اقتصاد خرد را  اعمال می‌کند.
به این ترتیب اقتصاد مدیریت پل متصل کننده اقتصاد تئوری به اقتصاد عملی است.و به شدت از تکنیک‌های کمی مانند  تحلیل رگرسیون, همبستگی و حساب دیفرانسیل و انتگرال فاصله دارد. اگر در اقتصاد مدیریت موضوعی وجود داشته باشد  که اکثریت در آن متفق‌القول باشند آن تلاش برای بهینه‌سازی تصمیمات تجاری با توجه به اهداف شرکت و محدودیت‌هایی است که اعمال شده‌است.  برای مثال استفاده از تحقیق در عملیات, برنامه نویسی ریاضی و نظریه بازی‌ها برای تصمیم‌گیری های راهبردی و دیگر روشهای محاسباتی.

## بررسی اجمالی اقتصاد خرد
زمینه‌های تصمیم‌گیری مدیریت عبارتند از:
- ارزیابی صندوق‌های سرمایه گذاری
- انتخاب منطقه کسب و کار
- انتخاب محصول
- تعیین خروجی بهینه
- ارتقاء فروش

تقریباً هر کسب و کار و تصمیم‌گیری را می‌توان با تکنیک‌های اقتصاد مدیریت تجزیه و تحلیل کرد اما در موارد زیر کاربرد بیش تری دارد:
- تجزیه و تحلیل ریسک( احتمال ضرر) – مدل‌های مختلف  برای تعیین کمیت ریسک و اطلاعات نامتقارن و به کارگیری آنها در قوانین تصمیم‌گیری در مدیریت ریسک استفاده می‌شود.[۶]
- تجزیه و تحلیل تولید – از تکنیک‌های اقتصاد خرد برای تجزیه و تحلیل بهره وری تولید, تخصیص بهینه عوامل تولید, هزینه ها, اقتصاد مقیاس و برآورد تابع هزینه شرکت‌ها استفاده می‌شود.
- تجزیه و تحلیل قیمت گذاری – استفاده از تکنیک‌های اقتصاد خرد به منظور تجزیه و تحلیل تصمیمات مختلف قیمت گذاری  از جمله قیمت گذاری انتقالی, قیمت گذاری محصول مشترک , تبعیض قیمت, برآورد کشش قیمتی و  انتخاب روش بهینه قیمت گذاری.
- بودجه بندی سرمایه – تئوری سرمایه گذاری برای بررسی امور مالی شرکت‌ها به کار گرفته می‌شود.[۷]

در دانشگاه‌ها در درجه اول به دانشجویان کارشناسی ارشد و دانشجویان فارغ التحصیل رشته کسب و کار اقتصاد مدیریت آموزش داده می‌شود. در بسیاری از کشورها تحصیل در رشته اقتصاد کسب و کار امکان پذیر است که غالباً در بر گیرنده مباحثی از جمله اقتصاد مدیریت ، اقتصاد مالی ، نظریه بازی‌ها، پیش بینی تجارت و اقتصاد صنعتی است.

## دامنه
اقتصاد مدیریت از نظر ماهیت پیشنهاد می‌شود زیرا راه حل‌های مناسبی را برای مشکلات مدیریتی ارائه می‌کند. مشکلات مربوط به بخشهای مختلف در یک بنگاه مانند تولید ، حساب ، فروش و غیره به واسطه ی این رشته می‌توانند به خوبی رفع می‌شوند همچنین می‌تواند در تصمیم‌گیری‌ها کمک کننده باشد.
( الف) مسائل عملیاتی
1. تصمیم تقاضا
2. تصمیم تولید
3. نظریه مبادله یا تئوری قیمت
4. تمامی فعالیت‌های اقتصادی بشر

(ب) مسائل زیست محیطی
1. طبیعت و روند تجارت داخلی/محیط زیست بین‌المللی
2. ماهیت و تأثیر هزینه‌های اجتماعی و سیاست‌های دولت

## تصمیم تقاضا
تقاضا تمایل بالقوه مشتریان  برای خرید یک کالا و مشخص کننده اندازه بازار برای یک کالا است. تحلیل تقاضا برای یک شرکت بسیار مهم است زیرا درآمد ، سود و حقوق کارکنان به آن بستگی دارد.

### مجلات
- Computational Economics. Aims and scope.
- Journal of Economics & Management Strategy.  Aims and scope.
- Managerial and Decision Economics